# Bullet for My Valentine
Bullet for My Valentine, často zkráceně BFMV nebo B4MV, je velšská heavy metalová a moderní metalcorová kapela z Bridgendu, vycházející z tradičního heavy metalu, která vznikla v roce 1998. Je jednou z největších metalových kapel, která prodala miliony alb po celém světě. Členové jsou Matthew Tuck (zpěv, rytmická kytara), Michael Paget (sólová kytara, doprovodné vokály), Jason Bowld (bicí) a Jamie Mathias (basová kytara). Bývalí členové – Michael Thomas (bicí), Nick Crandle a Jason James (oba hráli na basu).

## Začátky
Vznikli pod názvem Jeff Killed John a na začátku své hudební kariéry hráli písně od skupin Metallica a Nirvana. Později vytvořili šest písní, které nebyly nakonec vydány; dvě z těchto písní byly přepracovány později (už jako Bullet For My Valentine). Kvůli finančním problémům změnili název, následovala i změna stylu hudby. V roce 2002 skupina podepsala smlouvu se Sony BMG na pět alb.
BFMV byli připraveni na nahrání dema, ale den předtím baskytarista Nick Crandle kapelu opustil a demonahrávka se neuskutečnila. Do kapely přišel nový baskytarista Jason „Jay“ James.
Kapela uvedla, že jejich hudba je ovlivněna tvorbou skupin jako Metallica, Iron Maiden a Slayer. Kapela je součástí hudební scény Cardiffu.

## Cesta ke slávě
Své první EP, Bullet for My Valentine, uvedli 15. listopadu 2004 ve Spojeném království a 30. listopadu ve Spojených státech. Druhé EP, Hand of Blood, bylo vydáno 22. srpna 2005 jen v USA. Komerčně známými se stali díky klipu k písničce Hand of Blood. Jejich debutové album The Poison bylo vydané ve Velké Británii 3. října 2005 a první písničku, Suffocating Under Words of Sorrow (What Can I Do), uvedli 19. září 2005. Písnička 4 Words (To Choke Upon) byla použitá ve hře NHL pro PlayStation a Hand of Blood v Need for Speed. Album Fever bylo vydáno v dubnu roku 2010, ovšem nahráno bylo už v roce 2009. Nahrávku zprostředkovalo nahrávací studio firmy Sony Music Entertainment. Asi nejúspěšnějším songem z tohoto alba je Your Betrayal s premiérou 2. března 2010. Dne 18. 2. 2016 vydávají své v pořadí čtvrté album s názvem "Temper Temper", které ovšem podle kritiky není tak dobré jako předešlá alba. Později si spravují renomé singlem s názvem "Raising Hell". Páté album s názvem "Venom" bylo vydáno 14. 8. 2015. Album se stylem vrací k minulým deskám a sklízí veliký úspěch. Kapela ovšem stagnovat nehodlala a tak v červnu 2018 vydala šesté a zatím poslední album s názvem "Gravity". Kapela výrazně ubrala na plynu a některé jejich písně mají výrazně blíže k popu, než k jejím tvrdým kořenům. I když album nebylo přijaté tak dobře jako předešlá alba, i přesto obsahuje několik poměrně dobře přijatých singlů jako "Over It", "Letting You Go" nebo titulní "Gravity".
Bullet For My Valentine hráli v roce 2011 na českém festivalu Rock For People jako hlavní kapela, sem se vrátili i v roce 2016. Hráli také na festivalu v Donington Parku vedle světově známých kapel jako Metallica, Guns N' Roses, Trivium a Tool. Poprvé se na tomto britském festivalu objevili v roce 2004 a hráli jen na „vedlejších“ pódiích. V roce 2005, kdy se zvyšovala jejich popularita, začali Bullet For My Valentine hrávat na větších pódiích. Roku 2006 už hráli na stejné scéně jako například Guns And Roses a Funeral for a Friend. Pro Guns N' Roses otevírali v New Yorku 4 vystoupení, v Hammerstein Ballroom 12., 14., 15., a 17. května. Také byli předkapelou pro Metallicu a Iron Maiden.
Začátkem roku 2006 byli BFMV účastníky Kerrang! Tour s Aiden, Still Remains a Hawthorne Heights a později hráli na turné spolu s legendární heavy metalovou kapelou Iron Maiden.

## Členové
Současní
- Matthew "Matt" Tuck – rytmická kytara, zpěv (1998–současnost)
- Michael "Padge" Padget – sólová kytara, doprovodné vokály (1998–současnost)
- Jason Bowld – bicí (2017–současnost)
- Jamie Mathias – basová kytara, doprovodné vokály (2015–současnost)

Bývalí
- Jason „Jay“ James – basová kytara, doprovodné vokály (2003–2014)
- Nick Crandle – basová kytara (1998–2003)
- Michael "Moose" Thomas – bicí (1998–2017)

## Diskografie

### Alba
- The Poison (2005)
- Scream Aim Fire (2008)
- Fever (2010)
- Temper Temper (2013)
- Venom (2015)
- Gravity (2018)
- Bullet For My Valentine (2021)

### EP
- Bullet For My Valentine (Mini Album)
- Hand of Blood

### Singly
- 4 Words (To Choke Upon)
- Suffocating of The Words of Sorrow (What Can I Do)
- All These Thing I Hate (Revolve Around Me)
- Tears Don't Fall
- Scream Aim Fire
- Heart Burst Into Fire
- Waking The Demon
- Your Betrayal
- The Last Fight
- Temper Temper
- Riot
- P.O.W.
- Raising Hell
- No Way Out
- Broken
- You want a battle? (Here's a war)
- Don't need you (2016)

### DVD
- Live In Brixton
- Live in Alexandra Palace

## Ovlivněni tvorbou
- Metallica
- Iron Maiden
- Machine Head
- Pantera
- Nirvana
- Megadeth[zdroj?]

## Ocenění
- 2005 Kerrang! award v kategorii 'Best British Newcomer'
- 2006 Metal Hammer Golden God Award v kategorii 'Best British Band'
- 2006 Kerrang! award v kategorii 'Best UK single' za singl 'Tears Don't Fall'